# Hiram Sherman
Hiram Sherman (Boston, 11 febbraio 1908 – Springfield, 11 aprile 1989) è stato un attore, cantante e commediografo statunitense, principalmente noto per i ruoli in musical Broadway.
Ha debuttato ventiseienne a Broadway come autore della commedia di scarso successo Too Much Party, per poi reinventarsi come attore di prosa (Misura per misura, Cyrano, Giulio Cesare) e musical. Per le sue performance nel teatro musicale ha vinto due Tony Award al miglior attore non protagonista in un musical: per Two's Company (1953) e How Now, Dow Jones (1968).

## Filmografia parziale

### Cinema
- Quartiere maledetto (...One Third of a Nation...), regia di Dudley Murphy (1939)
- Una Cadillac tutta d'oro (The Solid Gold Cadillac), regia di Richard Quine (1956)

### Televisione
- The Alcoa Hour – serie TV, episodi 2x13-2x23 (1957)